# 이스터 로드
이스터 로드(영어: Easter Road)는 스코틀랜드 에든버러에 있는 다목적 경기장이다. 현재 주로 스코티시 프리미어십 하이버니언 FC 축구 경기에 사용된다. 경기장에는 20,421명을 수용할 수 있다.